# Eroilor
Eroilor – stacja metra w Bukareszcie, na linii M1 i M3. Stacja została otwarta w 1979.